# Breaker Bay
Breaker Bay est une banlieue située sur la côte sud-est de la cité de Wellington, la capitale de la Nouvelle-Zélande, au niveau du sud de l’île du Nord.

## Situation
Elle est localisée sur la péninsule de Miramar (en). 
La banlieue englobe une vaste baie de 600 m de long portant le même nom et qui constitue une partie de la rive ouest de l’entrée du port de Wellington (en).
Une promenade (Eastern Walkway) longe le haut de la baie et offre une vue sur toute la région.
Breaker Bay est connue pour être une plage à vêtements facultatifs (en), partagée entre des naturistes et des personnes habillées.
La Nouvelle-Zélande n’a pas de plages naturistes officielles, la nudité en public étant légale sur toute plage où elle est « connue pour se produire ».
Les familles ont tendance à se regrouper à l’extrémité la plus proche de la route et jusqu'au milieu de la plage, les naturistes à l'autre extrémité.
Breaker Bay est desservie par un bus de banlieue (no 30) qui circule les jours de semaine vers la ville le matin, et vers la plage l’après-midi.

## Galerie photos

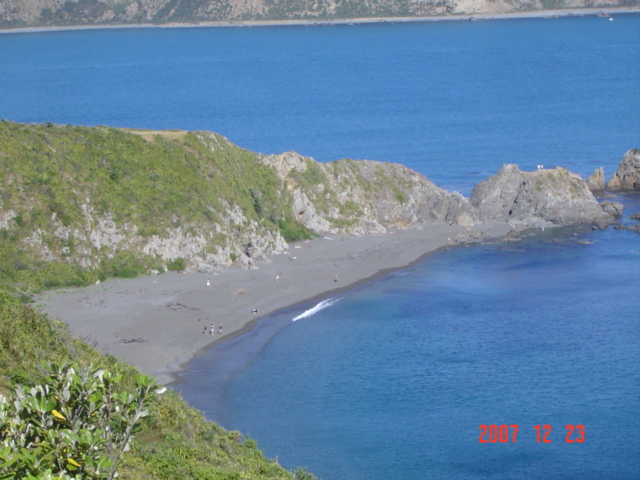
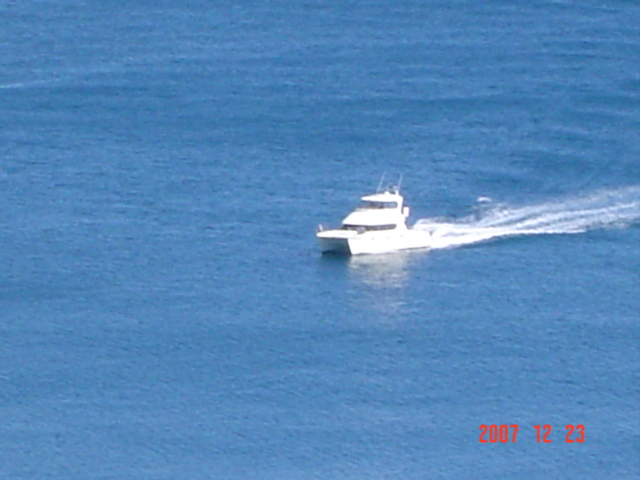
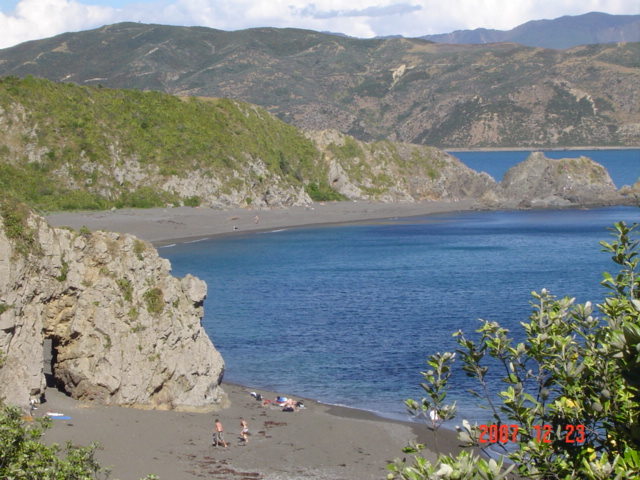
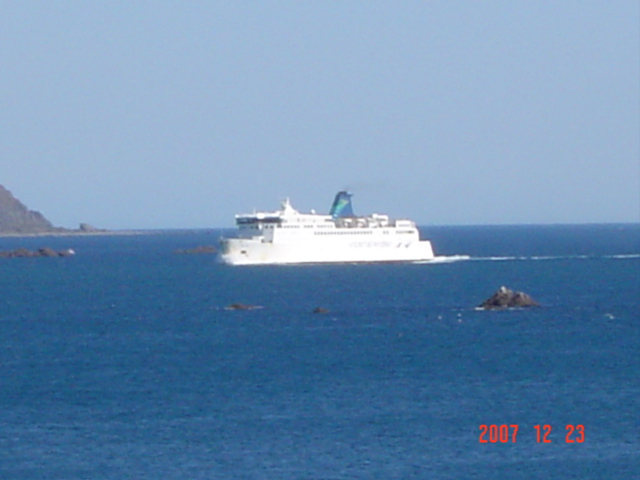
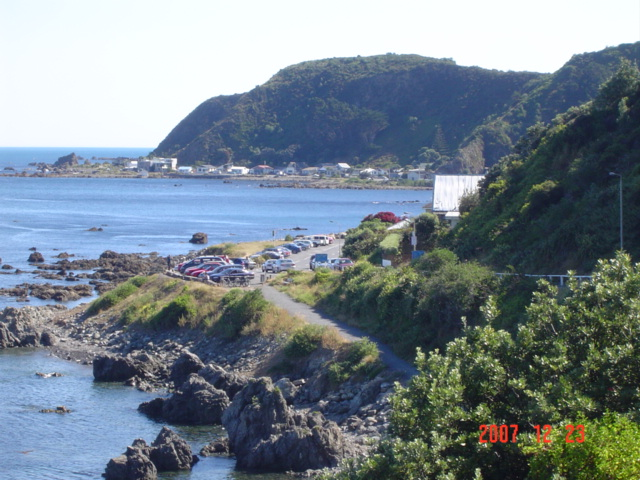
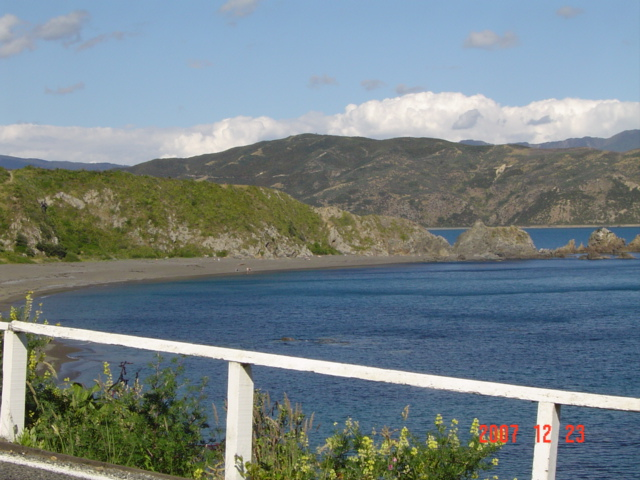
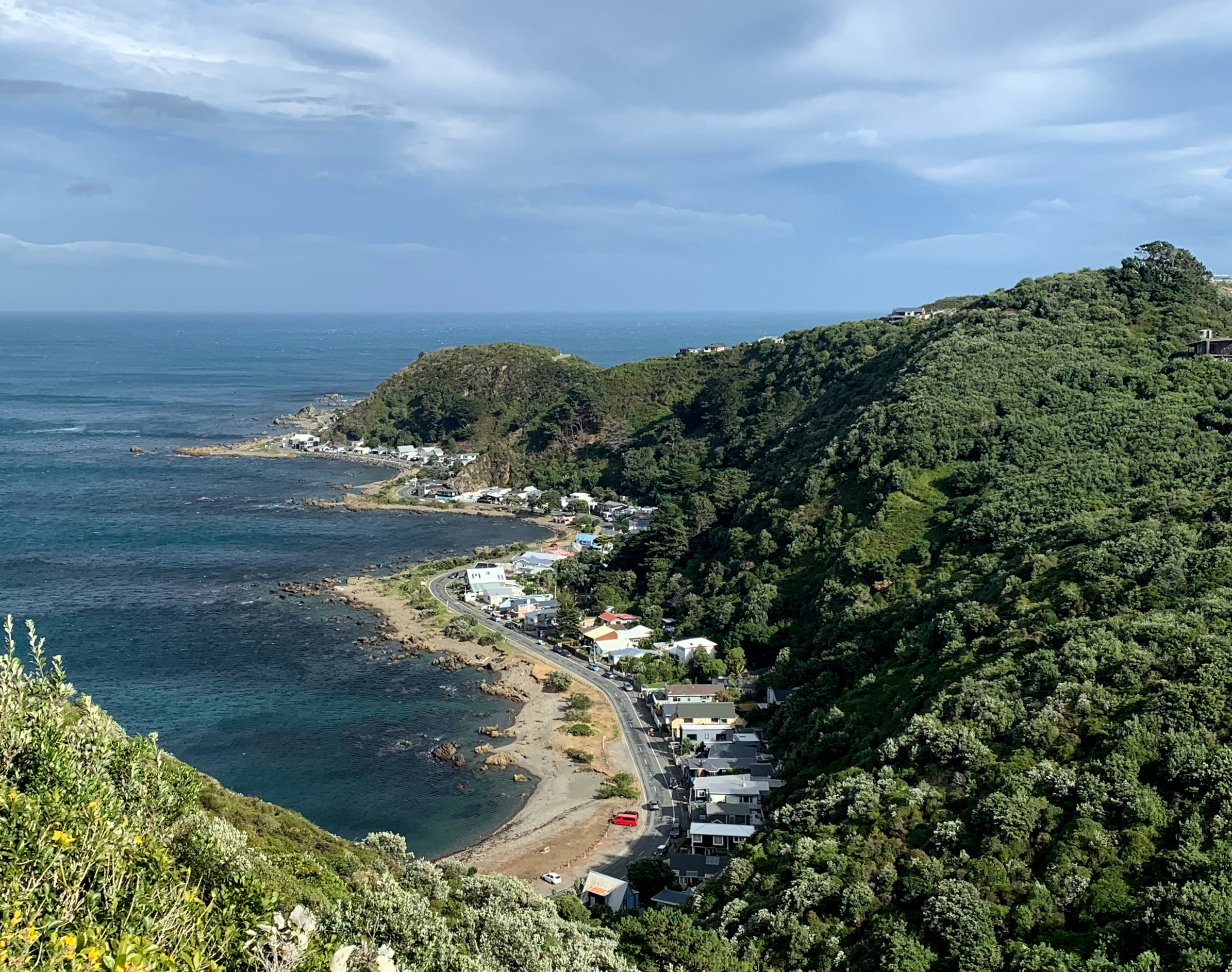
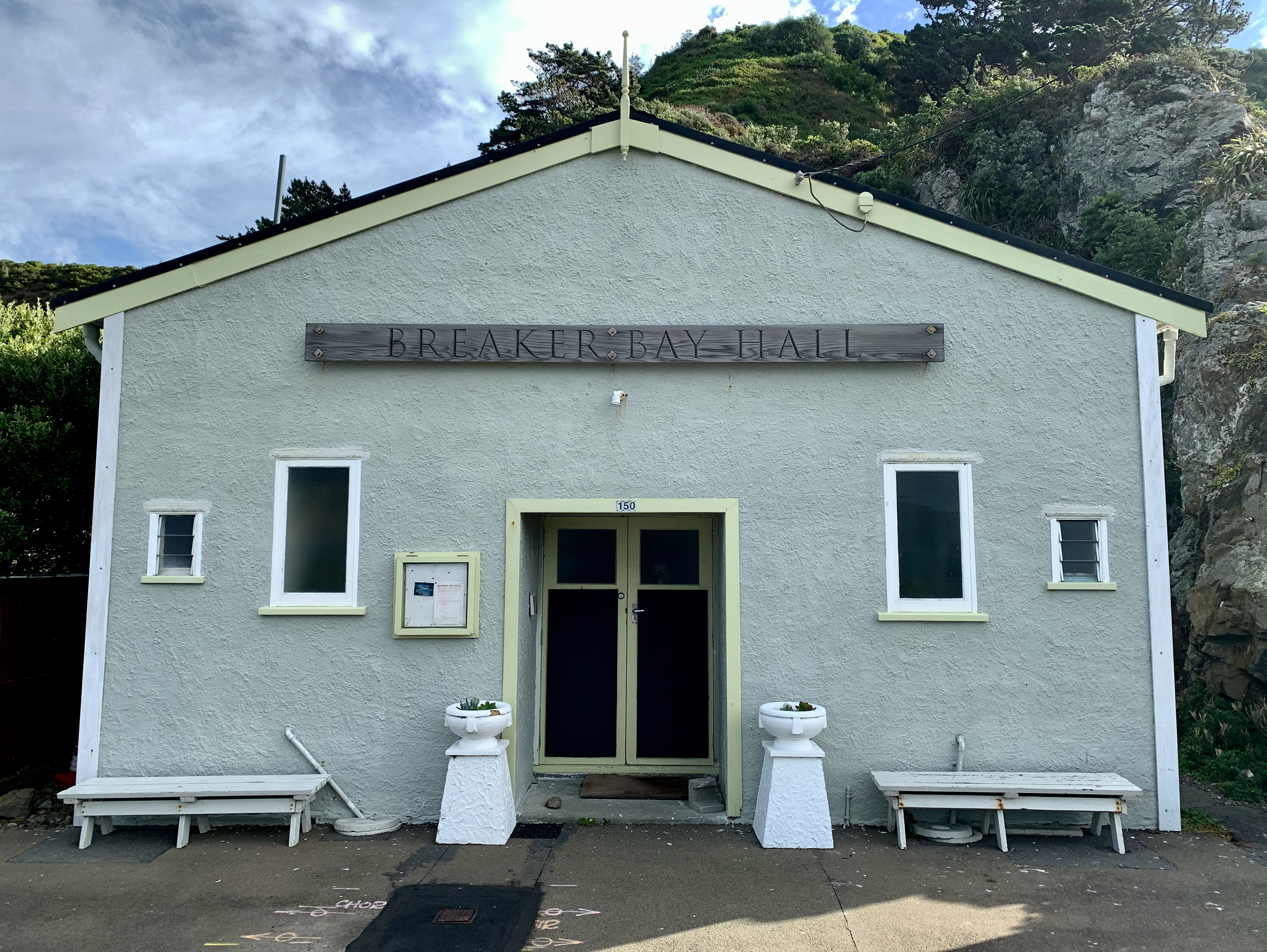